# HD13404
HD13404 — хімічно пекулярна зоря спектрального класу A2, що має видиму зоряну величину в смузі V приблизно  8,7.
Вона  розташована на відстані близько 486,1 світлових років від Сонця.

## Пекулярний хімічний вміст
Зоряна атмосфера HD13404 має підвищений вміст 
Eu
.